# Cuzion
Cuzion is een gemeente in het Franse departement Indre (regio Centre-Val de Loire) en telt 504 inwoners (1999). De plaats maakt deel uit van het arrondissement La Châtre.

## Geografie
De oppervlakte van Cuzion bedraagt 18,7 km², de bevolkingsdichtheid is 27,0 inwoners per km².
De onderstaande kaart toont de ligging van Cuzion met de belangrijkste infrastructuur en aangrenzende gemeenten.

## Demografie
Onderstaande figuur toont het verloop van het inwonertal (bron: INSEE-tellingen).

## Galerij

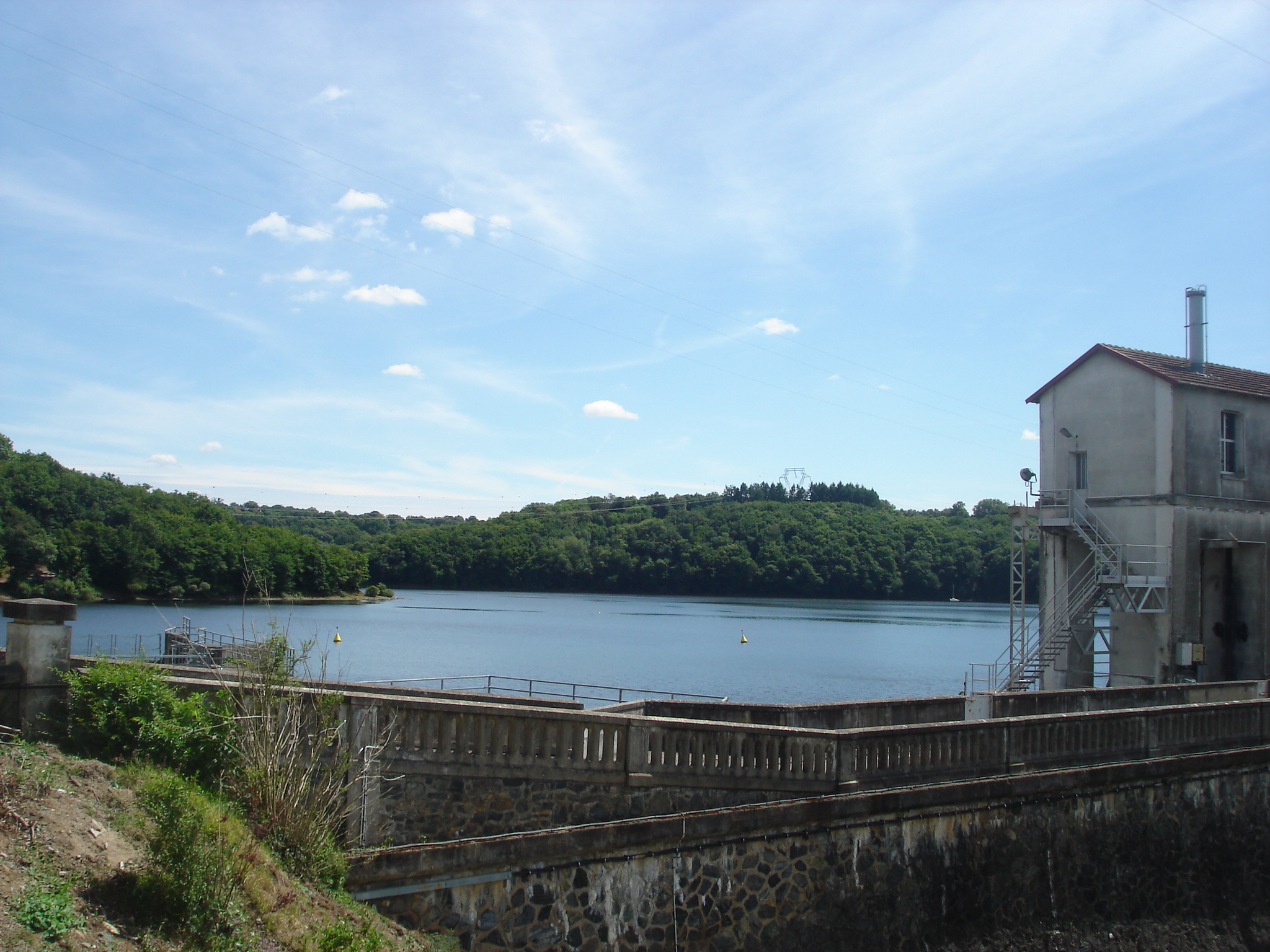
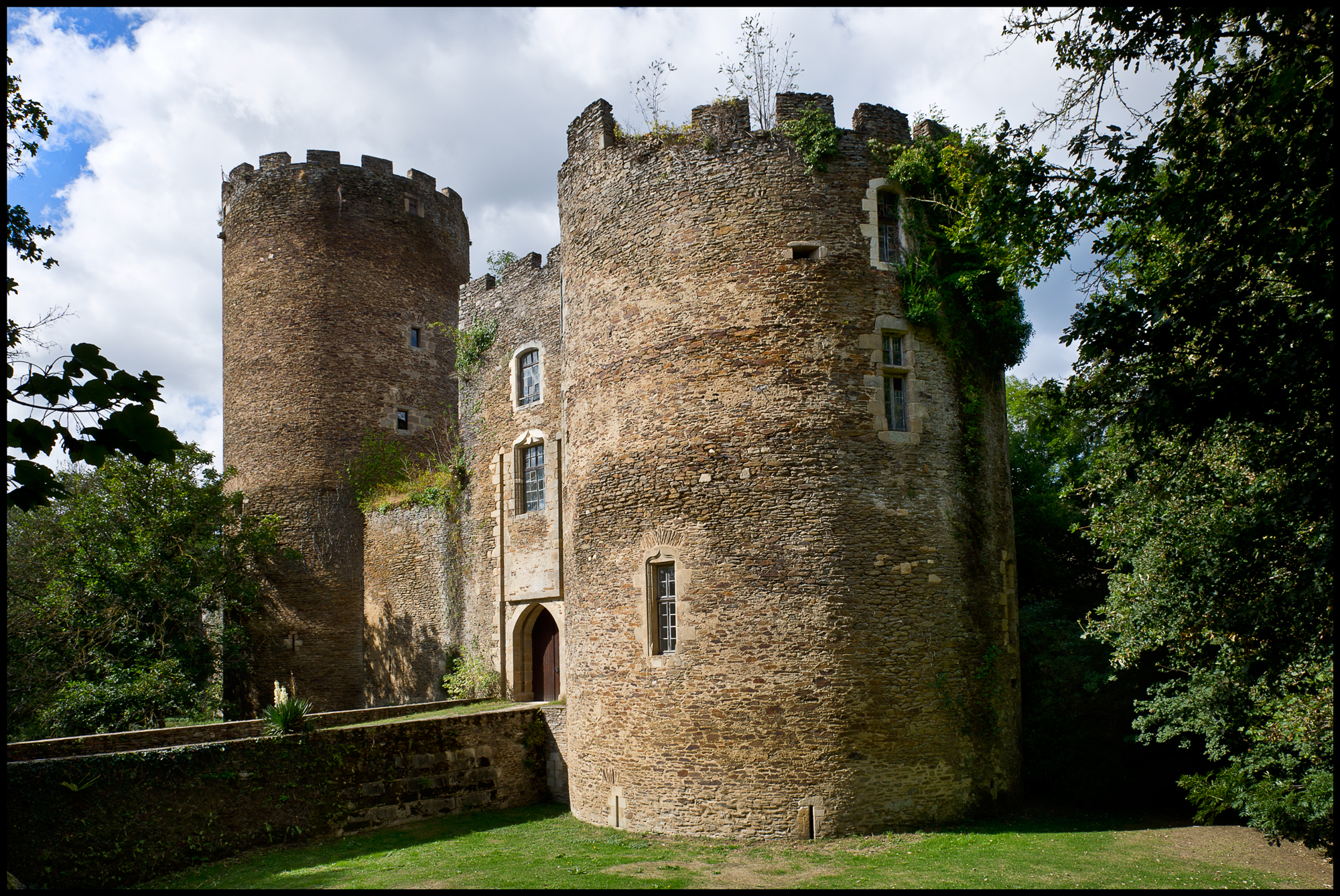
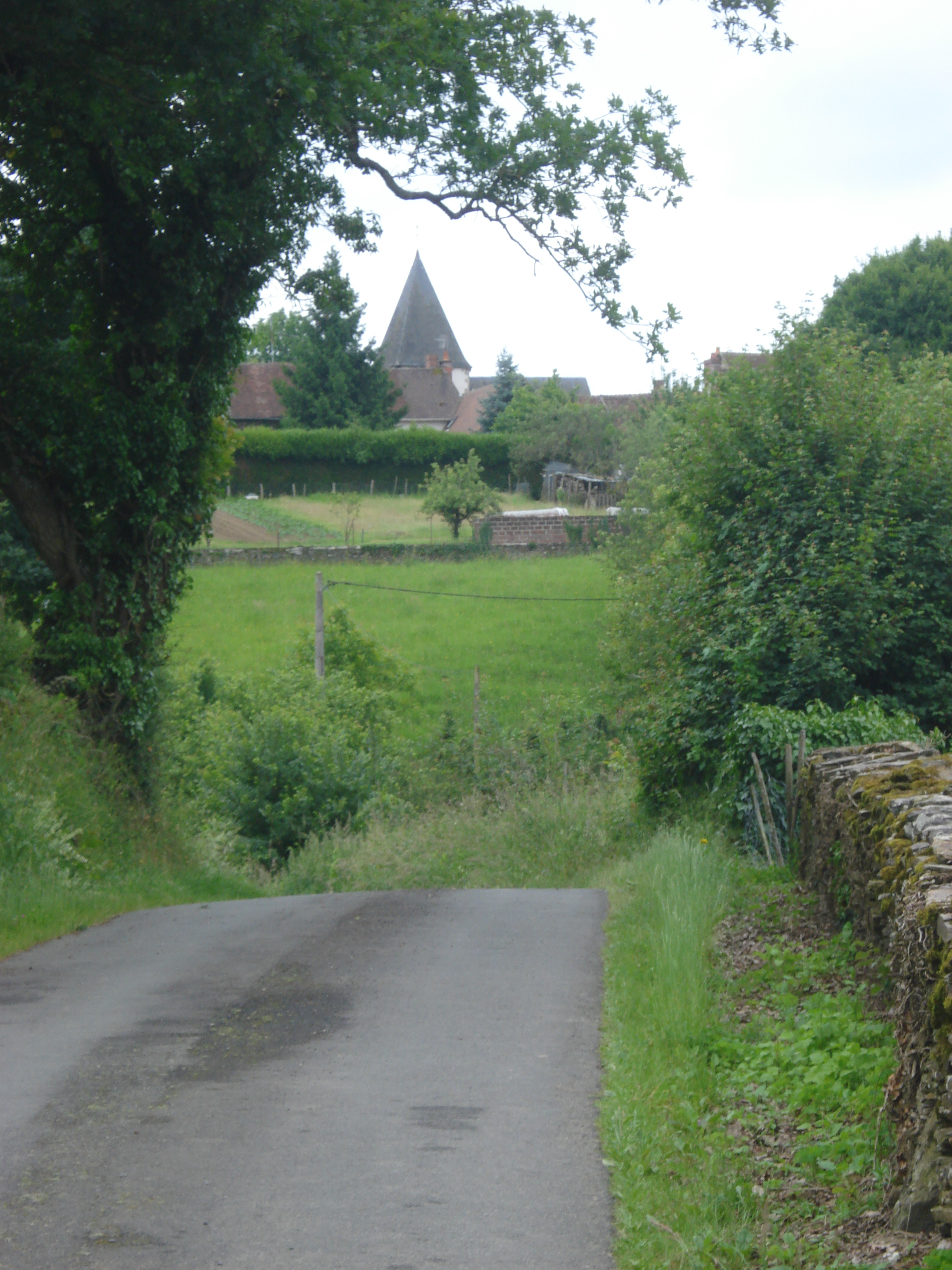